# Преци и потомци
Преци и потомци је црногорски документарни филм снимљен 1992. године.

## Улоге
| Глумац         | Улога   |
| -------------- | ------- |
| Жарко Лаушевић | Наратор |